# 豊加美村
豊加美村（とよかみむら）は茨城県結城郡に属していた村。

## 地理
- 現在の下妻市の中部、旧下妻市の南東部に位置する。
- 村は小貝川の西岸に位置する。

## 歴史

### 村名の由来
豊田郡最大の村であり、その水田が郡中に美を加えるものであることから。

### 沿革
- 1889年（明治22年）4月1日 - 町村制施行により、加養村、樋橋村、肘谷村、山尻村、谷田部村、柳原村、新堀村が合併して豊田郡豊加美村が発足。
- 1896年（明治29年）4月1日 - 豊田郡が結城郡に統合されたため、所属郡が結城郡に変更。
- 1954年（昭和29年）6月1日 - 総上村、真壁郡上妻村、筑波郡高道祖村とともに下妻町に編入。同日豊加美村廃止。
  - 同日、下妻町は市制施行して下妻市となる。

変遷表
| 1868年 以前 | 1868年 以前 | 1868年 以前 | 明治22年 4月1日 | 明治29年 4月1日 | 明治29年 4月1日 | 昭和29年 6月1日 | 現在   |
| ----------- | ----------- | ----------- | --------------- | --------------- | --------------- | --------------- | ------ |
| 豊田郡      |             | 山尻村      | 豊加美村        | 結城郡 に編入   | 豊加美村        | 下妻市 に編入   | 下妻市 |
| 豊田郡      | 谷田部村    |             | 豊加美村        | 結城郡 に編入   | 豊加美村        | 下妻市 に編入   | 下妻市 |
| 豊田郡      | 柳原村      |             | 豊加美村        | 結城郡 に編入   | 豊加美村        | 下妻市 に編入   | 下妻市 |
| 豊田郡      | 加養村      |             | 豊加美村        | 結城郡 に編入   | 豊加美村        | 下妻市 に編入   | 下妻市 |
| 豊田郡      | 樋橋村      |             | 豊加美村        | 結城郡 に編入   | 豊加美村        | 下妻市 に編入   | 下妻市 |
| 豊田郡      | 肘谷村      |             | 豊加美村        | 結城郡 に編入   | 豊加美村        | 下妻市 に編入   | 下妻市 |
| 豊田郡      | 新堀村      |             | 豊加美村        | 結城郡 に編入   | 豊加美村        | 下妻市 に編入   | 下妻市 |

## 大字
- 山尻（やまじり）
- 谷田部（やたべ）
- 柳原（やなぎわら）
- 加養（かよう）
- 樋橋（ひばし）
- 肘谷（ひじや）
- 新堀（にいぼり）

## 人口・世帯

### 人口
総数 [単位： 人]
| 1891年（明治24年） | 2,319 |
| 1920年（大正 9年） | 2,459 |
| 1935年（昭和10年） | 2,595 |
| 1950年（昭和25年） | 2,992 |

### 世帯
総数 [単位： 世帯]
| 1920年（大正 9年） | 420 |
| 1935年（昭和10年） | 396 |
| 1950年（昭和25年） | 460 |